# Semaine 51
D'après la norme ISO 8601, une semaine débute un lundi et s'achève un dimanche, et une semaine dépend d'une année lorsqu'elle place une majorité de ses sept jours dans l'année en question, soit au moins quatre. Dès lors, la semaine 51 est la semaine du cinquante-et-unième jeudi de l'année. Elle suit la semaine 50 et précède la semaine 52 de la même année.
La semaine 51 est pratiquement toujours la semaine du 20 décembre, sauf exceptionnellement, dans le cas d'une année bissextile commençant un jeudi.
Elle commence au plus tôt le 13 décembre et au plus tard le 20 décembre.
Elle se termine au plus tôt le 19 décembre et au plus tard le 26 décembre.

## Notations normalisées
La semaine 51 dans son ensemble est notée sous la forme W51 pour abréger.
| Jour de la semaine 51 | Notation |
| --------------------- | -------- |
| Lundi                 | W51-1    |
| Mardi                 | W51-2    |
| Mercredi              | W51-3    |
| Jeudi                 | W51-4    |
| Vendredi              | W51-5    |
| Samedi                | W51-6    |
| Dimanche              | W51-7    |

## Cas de figure
| Cas | Le 31 décembre est… | L'année est une année… | Le cinquante-et-unième jeudi de l'année tombe… | La semaine 51 débute… | La semaine 51 s'achève… | Premier cas après 2008 |
| --- | ------------------- | ---------------------- | ---------------------------------------------- | --------------------- | ----------------------- | ---------------------- |
| 0   | Un vendredi         | bissextile DC          | Le 16 décembre                                 | Le lundi 13 décembre  | Le dimanche 19 décembre | 2032                   |
| 1   | Un jeudi            | D ou ED                | Le 17 décembre                                 | Le lundi 14 décembre  | Le dimanche 20 décembre | 2009                   |
| 2   | Un mercredi         | E ou FE                | Le 18 décembre                                 | Le lundi 15 décembre  | Le dimanche 21 décembre | 2014                   |
| 3   | Un mardi            | F ou GF                | Le 19 décembre                                 | Le lundi 16 décembre  | Le dimanche 22 décembre | 2013                   |
| 4   | Un lundi            | G ou AG                | Le 20 décembre                                 | Le lundi 17 décembre  | Le dimanche 23 décembre | 2018                   |
| 5   | Un dimanche         | A ou BA                | Le 21 décembre                                 | Le lundi 18 décembre  | Le dimanche 24 décembre | 2017                   |
| 6   | Un samedi           | B ou CB                | Le 22 décembre                                 | Le lundi 19 décembre  | Le dimanche 25 décembre | 2011                   |
| 7   | Un vendredi         | C                      | Le 23 décembre                                 | Le lundi 20 décembre  | Le dimanche 26 décembre | 2010                   |

1. 1 2 3  Dans ce cas, l'année compte une semaine 53.